# Município Luacano
Município Luacano är en kommun i Angola.   Den ligger i provinsen Moxico, i den centrala delen av landet, 1 000 km öster om huvudstaden Luanda.
Trakten runt Município Luacano består i huvudsak av gräsmarker. Runt Município Luacano är det mycket glesbefolkat, med 2 invånare per kvadratkilometer.